# 증도초등학교
증도초등학교는 대한민국 전라남도 신안군 증도면에 있는 초등학교다.

## 학교 연혁
- 1940년 6월 14일 증도공립심상소학교 개교
- 1941년 4월 1일 증도공립국민학교 개칭
- 일자미상 증도국민학교 개칭
- 1968년 4월 23일 증도국민학교 도덕도분실 개설
- 1981년 3월 1일 병설유치원 설치
- 1988년 12월 31일 도덕도분실 폐실
- 1993년 9월 1일 병풍도국민학교 분교장 격하 편입
- 1993년 9월 1일 병풍도국민학교 기점분교장, 소악분교장 편입
- 1996년 3월 1일 증도초등학교 개칭
- 1997년 3월 1일 전증초등학교 분교장 격하 편입, 화도분교장 편입
- 2000년 9월 1일 화도분교장 폐교 및 본교 통폐합
- 2002년 3월 1일 전증분교장 폐교 및 본교 통폐합
- 2010년 3월 1일 기점분교장 폐교 및 본교 통폐합
- 2014년 3월 1일 제25대 이승윤 교장 부임
- 2015년 2월 17일 제71회 졸업(졸업생 5명, 총 3440명)
- 2020년 3월 1일 병풍도분교장 폐교 및 본교 통폐합[1]

## 참고 자료
- 증도초등학교 - 한국교육학술정보원 학교알리미